# Dipodomys heermanni
Dipodomys heermanni là một loài động vật có vú trong họ Chuột bìu má, bộ Gặm nhấm. Loài này được Le Conte mô tả năm 1853.